# Жозеф Ортолан
Жоузеф Луис Елзеар Ортолан, роден на 21 август 1802 г. в Тулон и починал на 27 март 1873 г. в Париж, е френски юрист и историк на правото.

## Биография
Роден в Тулон, Жозеф Ортолан следва право в Екс ан Прованс и Париж и получава докторска степен през 1829 г. Бързо добива обществена известност с публикуването на два научни труда: Историческо обяснение на институтите на Юстиниан (1827) и История на римското право (1828). Работи като първи асистент книжар във Върховния съд, а след революцията от 1830 г. е повишен в чин главен секретар. Жозеф Ортолан бива упълномощен да води лекционен курс по конституционно право в Сорбоната, а през 1836 г. бива назначен за титуляр на дисциплината Сравнително наказателно право в университета в Париж. Издава значим брой научни трудове по конституционно и сравнително право. Известно е, че той е автор на поредицата от поезия Les enfantines (1845).
Братът на Ортолан, Жан-Фелисите-Теодор Ортолан, е експерт по морско право, а неговият син Йожен Ортолан добива известност като композитор.

## За него
- Antony Roulliet, Notice sur M. Ortolan, 1878.